# Poteca Sweet
Poteca Sweet este o potecă străveche amenajată din Somerset Levels⁠(d), Anglia, numită după cel care a descoperit-o, Ray Sweet. A fost construită în 3807 î.e.n. (dată determinată prin dendrocronologie) și este a doua cea mai veche potecă din lemn descoperită în Insulele Britanice, datând din neolitic. Acum se știe că Poteca Sweet a fost construită în principal de-a lungul unei structuri anterioare, Poteca Post⁠(d).
Drumul se întinde peste o mlaștină astăzi în mare măsură drenată, între ceea ce era atunci o insulă la Westhay⁠(d) și o creastă de teren înalt la Shapwick⁠(d), pe o distanță de aproape 1.800 m. Drumul face parte dintr-o rețea care odinioară traversa Somerset Levels. Diverse artifacte și descoperiri preistorice, inclusiv un cap de topor ceremonial de jadeitit⁠(d), au fost găsite în turbării de-a lungul lungimii sale.
Construcția era făcută din stâlpi de lemn încrucișați, înfipți în solul îmbibat cu apă pentru a susține o pasarelă care consta în principal din scânduri de stejar, așezate cap la cap. Poteca a fost folosită pentru o perioadă de numai circa zece ani și apoi a fost abandonată, probabil din cauza creșterii nivelului apei. După descoperirea ei în 1970, cea mai mare parte a potecii a fost lăsată în locația sa inițială, fiind luate măsuri active de conservare, inclusiv un sistem de pompare și distribuție a apei pentru a menține lemnul în starea sa de umezeală. O parte din structură este ținută la British Museum și la Muzeul Somersetului⁠(d) din Taunton. A fost realizată o reconstrucție pe care vizitatorii se pot plimba, pe aceeași linie cu cea originară, în Rezervația Națională Naturală Shapwick Heath⁠(d).

## Amplasament
La începutul mileniului al IV-lea î.e.n., poteca a fost construită între o insulă de la Westhay⁠(d) și o creastă de teren înalt de la Shapwick⁠(d), aproape de râul Brue⁠(d). Un grup de movile de la Westhay marchează poziția locuințelor preistorice din lac, care ar putea să fi fost similare cu cele găsite în satul de pe lacul Glastonbury⁠(d) din Epoca Fierului⁠(d), lângă Godney⁠(d), el însuși construit într-o mlaștină pe o fundație artificială de cherestea umplută cu stuf, ferigi, pietriș și lut.
În apropiere au fost descoperite rămășițele unor poteci similare, care leagă așezările de pe turbărie: potecile Honeygore, Abbotts Way, Bells, Bakers, Westhay și Nidons. Locuri precum balta Meare⁠(d) din apropiere oferă dovezi că scopul acestor structuri era acela de a facilita deplasarea între așezări. Cercetările din balta Meare indică faptul că acesta s-a format prin invadarea mlaștinilor înălțate⁠(d) în jurul acestuia, în special în perioada climatică subatlantică⁠(d) (mileniul I î.e.n.), iar carotele extrase demonstrează că este umplut cu cel puțin 2 m de noroi detritic.
Cele două sate de pe lacul Meare⁠(d) din interiorul bălții Meare par să provină dintr-o colecție de structuri ridicate pe suprafața turbei uscate, cum ar fi corturi, paravane și țarcuri pentru animale. Mai târziu, peste turbă s-a împrăștiat argilă, ceea ce a dus la formarea unor zone mai înalte pentru locuit, activități și deplasare, iar în unele zone, întinderile de argilă mai groase adăposteau vetre construite din lut sau piatră.

## Descoperirea și studierea
Poteca a fost descoperită în 1970 în timpul săpăturilor după turbă și poartă numele celui care a găsit-o, Ray Sweet. Compania pentru care lucra acesta, EJ Godwin, a trimis o parte dintr-o scândură de pe potecă lui John Coles⁠(d), un lector asistent de arheologie la Universitatea Cambridge, care a efectuat câteva săpături pe potecile din apropiere. Interesul lui Coles pentru aceste poteci a condus la Somerset Levels Project, care s-a derulat din 1973 până în 1989, finanțat de diverși donatori, inclusiv English Heritage⁠(d). Proiectul a întreprins o serie de activități arheologice locale și a stabilit importanța economică și geografică a diferitelor poteci din mileniile al III-lea și I î.e.n. Lucrările lui John Coles, Bryony Coles⁠(d) și Somerset Levels Project au fost recunoscute în 1996, când au câștigat Premiul Imperial Chemical Industries (ICI)⁠(d) pentru cel mai bun proiect arheologic care aduce o contribuție majoră la cunoaștere, și în 2006 cu Premiul pentru Patrimoniul Arheologic al Comisiei Europene.
Dendrocronologia (datarea pe baza inelelor din trunchiul arborilor) a stâlpilor a permis datarea precisă a potecii, arătând că a fost construită în 3807 î.e.n. Această datare a condus la afirmațiile cum că Sweet Track ar fi cel mai vechi drum din lume, până la descoperirea în 2009 a unei poteci de 6.000 de ani, construită în 4100 î.e.n., în Plumstead⁠(d), lângă închisoarea Belmarsh⁠(d). Analiza lemnului din poteca Sweet a ajutat cercetările de dendrocronologie a epocii neolitice; comparațiile cu lemnul din râul Trent și o pădure scufundată la Stolford⁠(d) au permis o cartografiere mai completă a inelelor și relația lor cu clima perioadei.
Lemnul folosit la construirea potecii este acum clasificat drept lemn de mlaștină⁠(d), denumirea dată lemnului (din orice sursă) care a stat îngropat în mlaștini de turbă perioade lungi (uneori sute de mii de ani) și astfel a fost împiedicat să se descompună de condițiile din mlaștinile acide și anaerobe⁠(d). Lemnul de mlaștină este de obicei colorat în maro de la taninurile dizolvate în apa acidă și reprezintă o fază inițială a fosilizării. Vechimea potecii a determinat săpături la scară largă în 1973, finanțate de Departamentul pentru Mediu⁠(d).

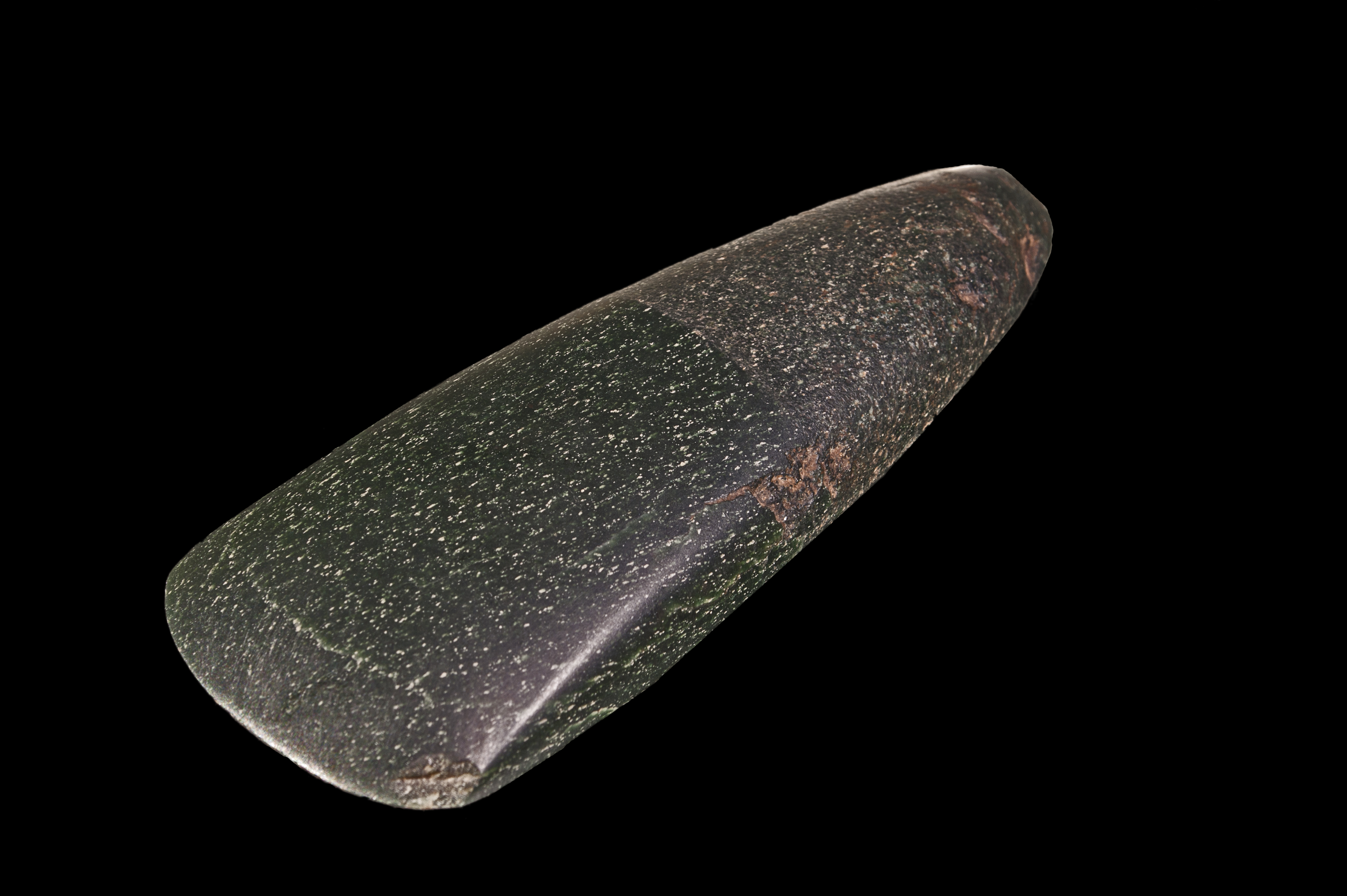
Un cap de topor de jadeitit lustruit de la Muzeul din Toulouse

În 1973, un cap de topor de jadeitit⁠(d) a fost găsit pe traseul potecii; se crede că a fost pus acolo ca ofrandă. Este unul din peste 100 capete de topor similare găsite în Marea Britanie și Irlanda, iar starea sa bună și materialul său prețios sugerează că era un topor simbolic, mai degrabă decât unul folosit pentru tăierea lemnului. Din cauza dificultății de a lucra cu acest material, care era derivat din zona alpină a Europei, toate capetele de topor de acest tip găsite în Marea Britanie sunt considerate a fi neutilitare și se crede că au reprezentat o formă de monedă sau ar fi rezultate din schimburi de daruri. Datarea cu radiocarbon a turbei în care a fost descoperit capul toporului sugerează că aceasta a fost depus aproximativ în 3200 î.e.n. Printre artifactele din lemn găsite la fața locului se numără vâsle, o farfurie, săgeți, părți din patru arcuri de alun, un topor de aruncat⁠(d), ace de tisă, bețe de săpat, o săpăligă⁠(d), un pieptene și un fragment de lingură. De asemenea, au fost făcute descoperiri din alte materiale, cum ar fi fulgi de silex, vârfuri de săgeți și un topor de silex ciobit⁠(d) (în stare în general bună).
Un studiu geofizic al zonei efectuat în 2008 a arătat date neclare de magnetometru; lemnul poate influența hidrologia turbei, provocând pierderea sau adunarea de minerale în apa din pori și în structura turbei.

## Constructorii
Comunitatea care a construit poteca era una de agricultori neolitici care colonizaseră zona în jurul anului 3900 î.e.n., iar dovezile sugerează că, până la momentul construcției, aceasta era bine organizată și stabilă. Înainte de această incursiune umană, zonele înalte din jur erau puternic împădurite, dar localnicii au început să defrișeze aceste păduri în această perioadă pentru a face loc unei economii predominant pastorale, cu o componentă mică de cultură a plantelor. Pe timpul iernii, zonele inundate ar fi asigurat pești și păsări sălbatice din belșug acestei comunități pescărești, vânătorești, culegătorești și agrare; vara, zonele mai uscate deveneau pășuni bogate și deschise pentru pășunat vite și oi, pentru extras stuf, lemn și cherestea pentru construcții, precum și abundență de animale sălbatice, păsări, fructe și semințe. Nevoia de a ajunge la insulele din mlaștină era suficient de presantă pentru ca aceștia să desfășoare enorma activitate comunală necesară pentru stocarea lemnului și construirea potecii, probabil când apele erau la cel mai scăzut nivel după o perioadă secetoasă. Lucrările necesare pentru construcția potecii demonstrează că aceștia aveau aptitudini avansate de prelucrare a lemnului și sugerează o oarecare diferențiere a ocupației în rândul muncitorilor. De asemenea, se pare că ei exploatau pădurile din jur de cel puțin 120 de ani.

## Construcție

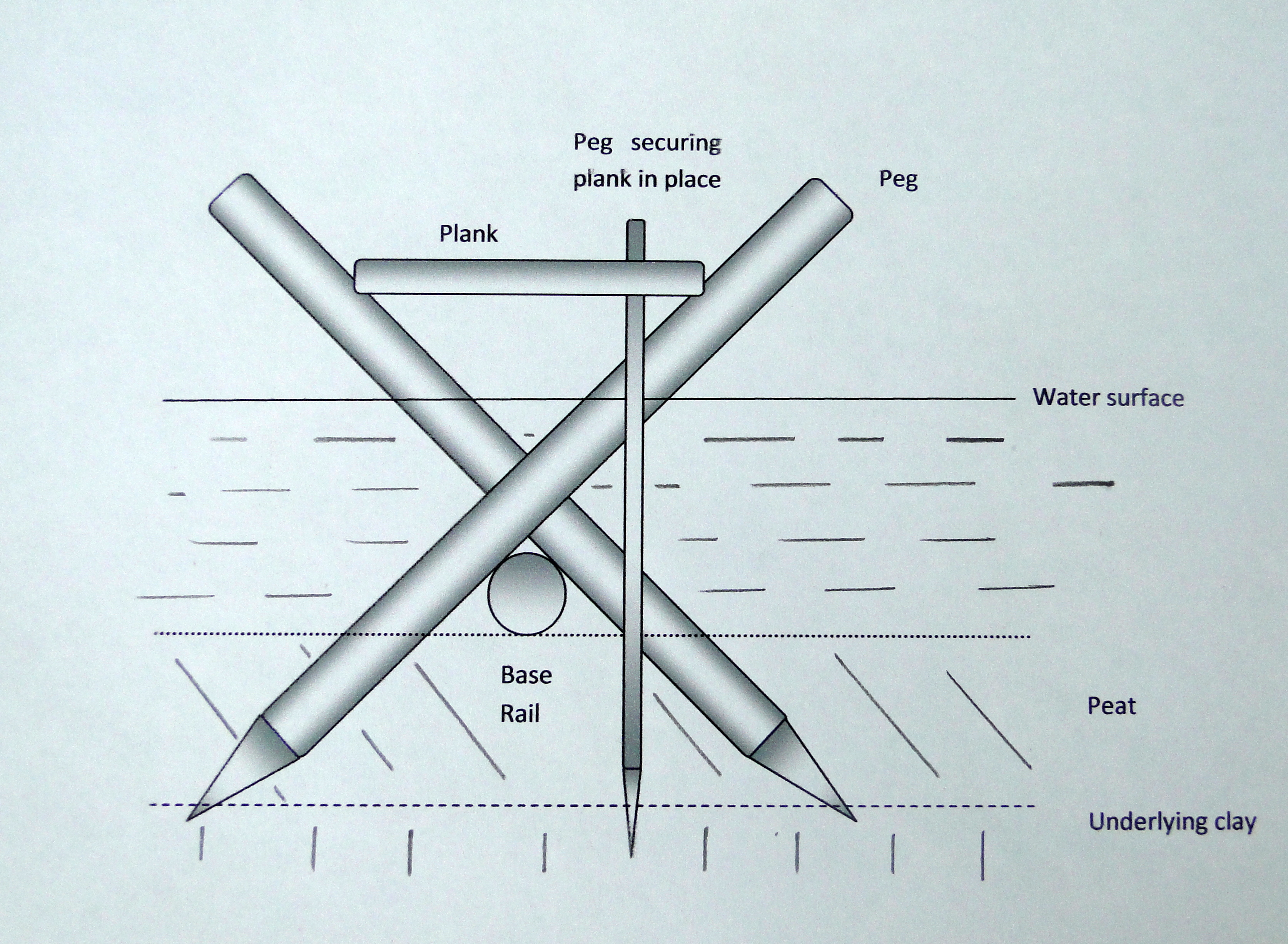
Diagramă care ilustrează o secțiune transversală prin poteca Sweet

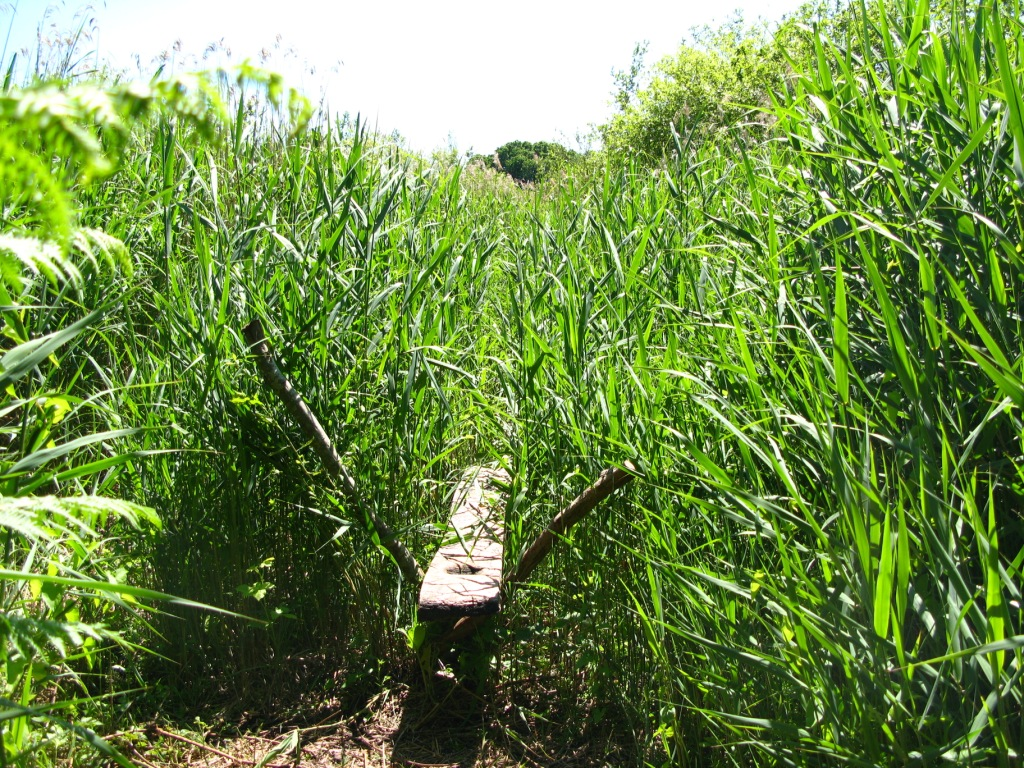
Replică a potecii Sweet

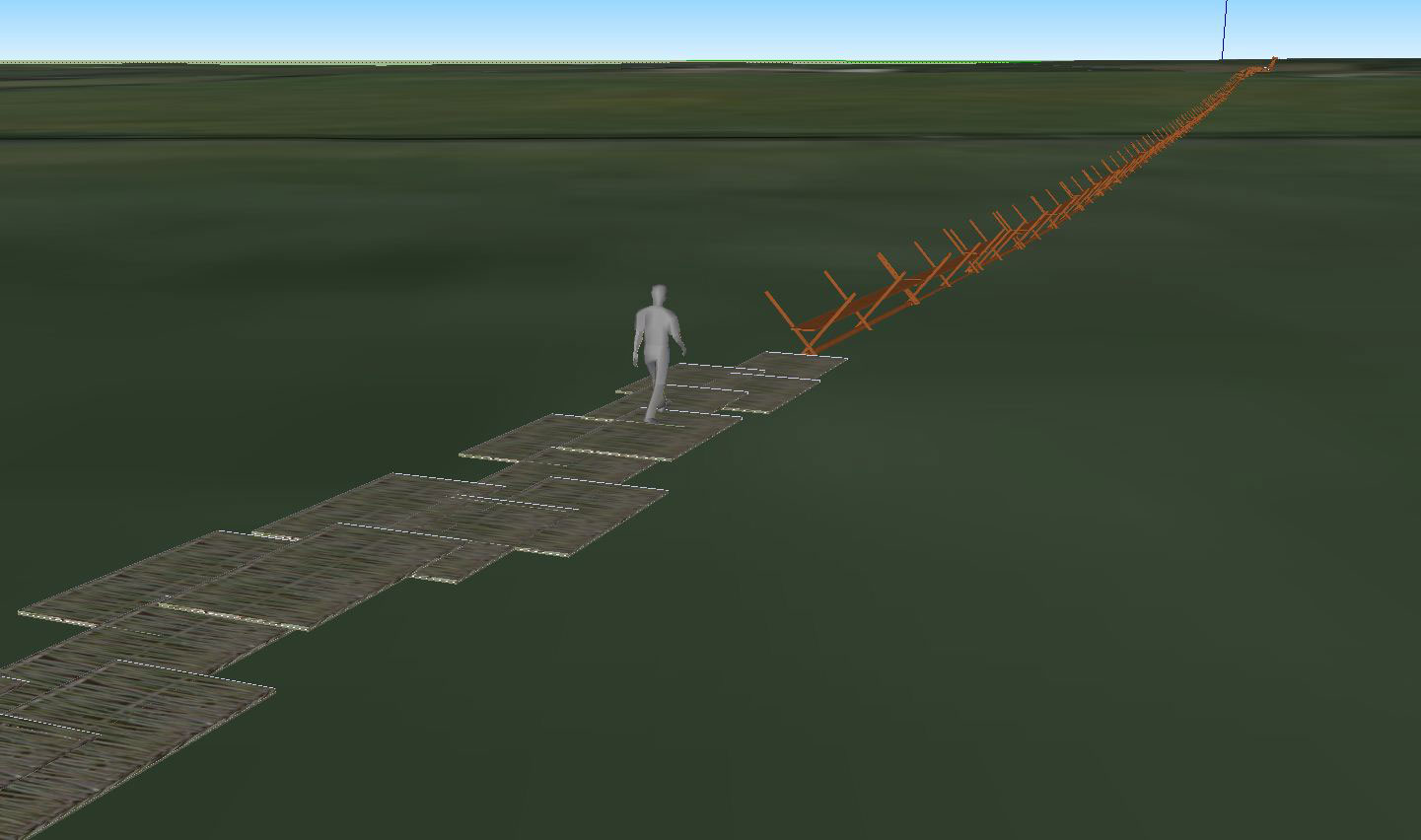
Reconstituire digitală a potecii Sweet, capătul sudic

Construită în 3807 sau 3806 î.e.n., poteca era o pasarelă constând în principal din scânduri de stejar așezate cap la cap, susținute de cuie încrucișate din frasin, stejar și tei, înfipte în turba subiacentă. Scândurile, care aveau până la 40 cm lățime, 3 m lungime și mai puțin de 5 cm grosime, au fost tăiate din copaci bătrâni de până la 400 de ani și 1 m în diametru, doborâți și despicați folosind numai topoare din piatră, pene de lemn și ciocane. Faptul că erau lungi și drepte, precum și lipsa furcilor sau a ramificărilor în cuie sugerează că acestea au fost extrase dintr-o pădure tânără. Șine longitudinale din bușteni de până la 6 m lungime și 7,6 cm în diametru, realizate în cea mai mare parte din alun⁠(d) și arin, au fost așezate și ținute la loc cu acele cuie de lemn, care au fost introduse înclinat în șine și în baza de turbă a mlaștinii. Au fost apoi tăiate crestături în scânduri pentru a se potrivi cu cuiele, iar scândurile au fost așternute de-a lungul acestor forme de X pentru a alcătui pasarela. În unele locuri a fost plasată o a doua șină deasupra primei pentru a aduce scândura de deasupra ei la nivel cu restul pasarelei. Unele dintre scânduri au fost apoi stabilizate cu șuruburi subțiri, verticale de lemn introduse prin găurile tăiate aproape de capătul scândurilor și în turbă și, uneori, în lut, dedesubt. La capătul sudic al construcției au fost folosiți copaci mai mici, iar scândurile au fost tăiate perpendicular pe fibră pentru a utiliza întregul diametru al trunchiului. Au fost găsite, de asemenea, fragmente din alte specii de copaci, inclusiv laur⁠(d), salcie, plop, corn⁠(d), iederă⁠(d), mesteacăn și măr.
Poziția în cadrul unei zone umede indică faptul că componentele potecii trebuie să fi ajuns prefabricate⁠(d), înainte de a fi asamblate la fața locului, deși prezența așchiilor de lemn și a ramurilor tăiate indică faptul că o anumită tăiere a fost efectuată local. Poteca a fost construită din aproximativ 200.000 kg de cherestea, dar Coles estimează că, odată ce materialele au fost transportate la fața locului, zece oameni ar fi putut să le asambleze într-o singură zi.
Poteca Sweet a fost folosită doar timp de aproximativ zece ani; este posibil ca, apoi, creșterea nivelului apei să fi dus la scufundarea ei și, prin urmare, să-i fi redus utilizarea. Varietatea obiectelor găsite de-a lungul potecii sugerează că aceasta a fost utilizată zilnic ca parte a vieții agricole a comunității. De la descoperirea ei, s-a stabilit că părți din poteca Sweet au fost construite de-a lungul traseului unei poteci și mai vechi, poteca Post⁠(d), care fusese construită cu treizeci de ani mai devreme, în 3838 î.e.n.

## Conservare
Cea mai mare parte a potecii a rămas în poziția sa inițială, care se află acum în situl biologic de interes științific special⁠(d) și rezervația naturală națională⁠(d) Shapwick Heath⁠(d). În urma unei achiziții de teren de către Fondul Memorial al Patrimoniului Național⁠(d) și a instalării unui sistem de pompare și distribuție a apei de-a lungul unei secțiuni de 500 m, câteva sute de metri din lungimea potecii sunt acum conservate în mod activ. Această metodă de conservare a resturilor arheologice din zonele umede (menținerea unei pânze freatice înalte și saturarea sitului) este rară. O altă secțiune de 500 m, care se află pe terenul deținut de Consiliul pentru Conservarea Naturii⁠(d), a fost înconjurată de un mal de argilă pentru a preveni scurgerea în turbăriile aflate mai jos în jur, iar nivelurile apei sunt monitorizate în mod regulat. Viabilitatea acestei metode este demonstrată prin comparație cu Drumul lui Abbot din apropiere, care nu a avut un tratament similar și care în 1996 s-a constatat că s-a deshidratat și s-a uscat. Evaluarea și menținerea nivelurilor apei în Rezervația Naturală Shapwick Heath implică Consiliul pentru Conservarea Naturii, Departamentul pentru Mediu, Alimentație și Afaceri Rurale⁠(d) și Proiectul Somerset Levels.
Deși lemnul recuperat de la Levels părea intact la o analiză vizuală, el era de fapt extrem de degradat și foarte moale. Acolo unde a fost posibil, bucăți de lemn în stare bună sau capetele de cuie prelucrate au fost luate și conservate pentru analiză ulterioară. Procesul de conservare presupunea păstrarea lemnului în rezervoare încălzite într-o soluție de polietilen glicol și, printr-un proces de evaporare, înlocuirea treptată a apei din lemn cu ceară pe o perioadă de aproximativ nouă luni. După acest tratament, lemnul a fost îndepărtat din rezervor și șters. Pe măsură ce ceara s-a răcit și s-a întărit, artefactul a căpătat consistență și a putut fi manipulat liber.
O secțiune a potecii de pe terenul deținut de Fisons⁠(d) (care a extras turbă din zonă) a fost donată către British Museum din Londra. Deși această secțiune scurtă poate fi asamblată pentru a fi expusă, în prezent ea este păstrată în magazie, în afara amplasamentului și în condiții controlate. O secțiune reconstruită a fost expusă la Centrul Peat Moors⁠(d) de lângă Glastonbury. Centrul a fost condus de Somerset Historic Environment Service, dar a fost închis în octombrie 2009 ca urmare a reducerilor bugetare impuse de Consiliul Comital Somerset⁠(d). Principalele exponate există, dar accesul pe viitor al publicului la ele este incert. Alte părți din potecă sunt păstrate în Muzeul Somersetului⁠(d).
Secțiuni ale pistei au fost desemnate ca monument programat⁠(d), ceea ce înseamnă că este o structură istorică și un sit arheologic „de importanță națională” protejat împotriva modificărilor neautorizate. Aceste secțiuni sunt incluse și în Registrul Patrimoniului în Pericol⁠(d) al lui  Historic England⁠(d).